# Brendan Behan
Brendan Francis Behan (Dublin, 9. veljače 1923. – Dublin, 20. ožujka 1964.), irski književnik, pjesnik, novelist, dramski pisac, novinar, IRA-in aktivist.
Brendan Francis Behan je rođen u siromašnom dijelu Dublina, no unatoč okruženju u kojemu je odrastao nije ostao nepismen, a jednom dijelom vlastitu naobrazbu duguje vlastitim roditeljima koji su se trudili da mu omoguće više, iako su bili slabijeg imovinskog stanja. No, unatoč svojim financijskim nemogućnostima bili su veoma ugledna obitelj. – Brendan je poprimio čvrst katolički duh od svoje majke Kathleen.

## Obitelj
Cijela Behanova obitelj je bila povezana uz revoluciju koja je tih godina bjesnila Irskom koja se borila za nezavisnost. Poznato je da je obitelj Brehan slovila za obitelj koja nije podnosila Britance i koja je bila vrlo aktivna u pokušaju stvaranja samostalne Irske. – Brendanov otac Stephen Behan soboslikar i ostali muški članovi obitelji su sudjelovali u poznatom Uskrsnom ustanku ( "Éirí Amach na Cásca" ) 1916. godine. Zanimljivo je spomenuti da je autor irske himne "Amhrán na bhFiann" ( "Vojnička pjesma" ) Peadar Kearney bio njegov ujak koji ga je i uveo u revoluciju. Čak je i Brendanova majka Kathleen Behan bila prijateljica s Michaelom Collinsom, poznatim irskim revolucionarnim vođom i političarom.
Drugi Brendanov ujak P.J. Bourke je upravljao "Kraljičinim kazalištem" ( "Queen's Theatre" ) koje se nalazilo u Dablinu u Ulici Pearse, a jedan od Bourkovih sinova Seamus ( James ) de Burca je bio dramski pisac. – Također je zanimljiva i činjenica da je Brendanov brat Dominic Behan bio dramski pisac, tekstopisac i novelist.

## Život
Brendan je sa svojih 14 godina napušta katoličku školu i posvećuje se soboslikarstvu, zanimanju kojim se bavio njegov otac. Već s devet godina pristupa u omaldinsku organizaciju koja je bila povezana s Irskom republikanskom armijom da bi kasnih tridesetih godina 20. stoljeća postao pismonoša Irske republikanske armije. Godine 1939. Brendan je uhićen u Liverpoolu. Osuđen je na tri godine u Borstalu u odgojno-popravnom domu za mlade prijestupnike zbog toga što je pokušao dignuti oklopnjaču u zrak u luci Liverpool. Nakon oslobađanja iz odgojno-popravne ustanove Brendan se vratio u Irsku, ali je 1942. osuđen na 14 godina za pokušaj ubojstva dva detektiva. Naime, pri povratku iz zatvora Brendan je prisustvovao na memorijalnoj povorci na groblju Glasnevin posvećenoj žrtvama irsko-engleskog sukoba. Uspio je zgrabiti pištolj i pucati po detektivima, te je zbog tog čina uhvaćen.
Kaznu je počeo odsluživati u zatvorskoj kaznionici Mountjoy koja se nalazi u dablinskoj četvrti Phibsborough, da bi ga kasnije prebacili u logor Curragh, no već je 1946. pomilovan. Nakon samo godinu dana – 1947. je ponovno zatvoren, ali ovoga puta u Manchesteru zbog navodnog pomaganja IRA-inim zatvorenicima da pobjegnu iz zatvora.
Boraveći u zatvoru Brendan je počeo zapisivati svoje misli. U početku su to uglavnom bile kratke priče o ondašnjoj situaciji koja je vladala u Dublinu. 1952. je prebačen u Francusku, tako da je živio u Parizu i Dublinu pišući za radio Telefis i za irske novine. 1955. Brendan se oženio Beatricom Skalked, kćerkom poznatog dublinskog slikara Cecila Salkelda.
Kako je rasla Brendanova slava, tako je i sam upadao u sve veće probleme, a ponajviše s alkoholom, koji je, sudeći po svemu bio koban. Naime, Brendon je umro, navodno, od prekomjernog alkoholoziranja 20. ožujka 1964. godine u svojoj 41. godini u dablinskoj bolnici.

## Borstal Boy
Njegovo najpoznatije djelo je "Borstal Boy" iz 1958. godine koje sadrži mnoštvo autobiografskih elementa, a govori o Brendanovu životu za vrijeme njegova života u popravnom domu Borstal. ( op. Borstal je institucija za rehabilitaciju mladih prestupnika u dobi od 16 do 21 godinu u Velikoj Britaniji i drugim bivšim britanskim kolonijama, a takav sistem je uveden 1902., a ukinut 1982. godine. Kroz knjigu se proteže tema napretka od mladog djeteta do čovjeka koji shvaća sebe sama i svijet. Također se ističe snažna homoseksualna priča kroz cijelo djelo. - 2002. godine irski redatelj Peter Sheridan je snimio film naslovljen istim nazivom.

## Drame
Brendana su proslavile njegove drame koje su osvajale europske kazališne pozornice, a jedna od najpoznatijih koja ga je najviše proslavila je "The Quare Fellow" ( 1954. ) Zanimljivo je da je Brendan opet iskoristio vlastiti život kako bi napisao ovu dramu. – Radnja "The Quare Fellow" se odvija u zatvoru Mountjoy u kojemu je osobno boravio neko vrijeme. U središtu radnje se nalazi smrtna kazna, koju autor prikazuje kroz ironičan ton koji je onda izazvao mnoštvo kontraverzi.
Radnja drame smještena je u 24 sata do izvršenja smrtne kazne. Zanimljivo je da se osuđeni na smrtnu kaznu niti u jednom trenutku ne pojavljuje niti čuje na sceni, no unatoč tome on je pokretač cijele drame. Njegovo očekivanje vlastite smrti je jedan od glavnih motiva drame. – Drama je bila ponuđena dublinskom Abbey kazalištu ( Irsko narodno kazalište ), no ono je odbilo "The Quare Fellow". Premijera je održana u Pike Theatre Club-u da bi 1957. godine održana premijera u Londonu. – 1962. redatelj Arthur Dreiffus je snimio film pod istim nazivom.
Uz dramu "The Quare Fellow" poznata je Brendanova drama "An Giall" ( 1957. ) ili na engleskom "The Hostage" ( "Talac" ) u kojoj također koristi svoj poznati ironični stil. U središtu drame se nalazi skupina IRA-inih ljudi koji za talca drže jednog engleskog vojnika da bi spriječili pogubljenje jednog čovjeka iz svojih redova.

## Djela
Drame
- "The Quare Fellow (1954)
- "An Giall (1958.)
- "The Hostage" (1958.)
- "Richard's Cork Leg"
- "Moving Out"
- "A Garden Party"
- "The Big House" (1957.)

Romani
- "Borstal Boy" (1958.)
- "Brendan Behan's Island" (1962.)
- "Hold Your Hour and Have Another" (1963.)
- "Brendan Behan's New York" (1964.)
- "Confessions of an Irish Rebel" (1965.)